# 斎藤清 (版画家)
斎藤 清（さいとう きよし、1907年4月27日 - 1997年11月14日）は、日本の木版画家。文化功労者（1995年）。
独学で独自の木版画技法を確立。浮世絵版画の技法や西洋作家の近代的造形を取り入れ、日本的感情を表現した。安井曽太郎の木版に魅せられ、版画を研究した。版画の他に油彩や水墨画も数点残している。

## 略歴
- 1932年 白日会展に油彩画《高円寺風景》を出品、初入選。
- 1933年 東光会展で入選。
- 1935年 国画会展で初入選。
- 1936年 日本版画協会展に木版画《少女》を出品、初入選。
- 1937年 国画会展版画部門で初入選。
- 1944年 朝日新聞社に入社。
- 1948年 サロン・ド・プランタン展で1等賞。
- 1951年 第1回サンパウロ・ビエンナーレに《凝視（花）》を出品、在聖日本人賞受賞。
- 1954年 朝日新聞社を退社。
- 1956年 アメリカ合衆国国務省、アジア文化財団の要請でアメリカやメキシコ各地で版画の指導を行なう。
- 1957年 リュブリャナ国際版画ビエンナーレ、アジア・アフリカ諸国国際美術展で受賞。
- 1964年 ハワイ大学より招待を受ける。
- 1969年 カナダ・グレータービクトリア美術館、アメリカ・サンディエゴ美術館で個展開催。
- 1976年 福島県の県外在住者知事表彰。柳津町名誉町民となる。
- 1981年 勲四等瑞宝章を受章。
- 1995年 文化功労者。
- 1997年 福島県柳津町にやないづ町立斎藤清美術館が完成。11月14日死去。90歳没。

## コレクション
やないづ町立斎藤清美術館などのほか、斎藤と生前親交があったアメリカ人美術商ノーマン・H・トルーマンが斎藤の作品を約3,000点収集している。一部は東京の渋谷ヒカリエで2018年12月に公開された。 